# Fußballnationalmannschaft von Nordmazedonien (U-19-Junioren)
Die nordmazedonische Fußballnationalmannschaft der U-19-Junioren ist die Auswahl nordmazedonischer Fußballspieler der Altersklasse U-19. Sie repräsentiert die Fudbalska Federacija na Makedonija auf internationaler Ebene, beispielsweise in Freundschaftsspielen gegen die Auswahlmannschaften anderer nationaler Verbände, aber auch bei der seit 2002 in dieser Altersklasse ausgetragenen Europameisterschaft. Die Mannschaft nahm zunächst als „Ehemalige jugoslawische Republik Mazedonien“ an den Qualifikationen teil, ab der Qualifikation für die später wegen der COVID-19-Pandemie abgesagten EM 2019 als „Mazedonien“. Für eine Endrunde konnte sich die Mannschaft noch nicht qualifizieren. Die zweite bzw. Eliterunde der Qualifikation wurde fünfmal erreicht. Dort konnte bei der letzten Teilnahme erstmals ein Spiel gewonnen werden.

## Teilnahme an U-19-Europameisterschaften
- 2002: nicht qualifiziert (in der 2. Runde gescheitert)
- 2003: nicht qualifiziert (in der 2. Runde gescheitert)
- 2004: nicht qualifiziert
- 2005: nicht qualifiziert
- 2006: nicht qualifiziert (in der Eliterunde gescheitert)
- 2007: nicht qualifiziert
- 2008: nicht qualifiziert
- 2009: nicht qualifiziert
- 2010: nicht qualifiziert
- 2011: nicht qualifiziert (in der Eliterunde gescheitert)
- 2012: nicht qualifiziert (als zweitschlechtester Gruppendritter die Eliterunde verpasst)
- 2013: nicht qualifiziert (als zweitschlechtester Gruppendritter die Eliterunde verpasst)
- 2014: nicht qualifiziert (als zweitbester Gruppendritter die Eliterunde verpasst)
- 2015: nicht qualifiziert (als zweitbester Gruppendritter die Eliterunde verpasst)
- 2016: nicht qualifiziert
- 2017: nicht qualifiziert
- 2018: nicht qualifiziert (in der Eliterunde gescheitert)
- 2019: nicht qualifiziert
- 2020: Meisterschaft wegen COVID-19-Pandemie abgesagt (nicht für die abgesagte Eliterunde qualifiziert)
- 2022: nicht qualifiziert

| Bilanz     | Bilanz | Bilanz | Bilanz | Bilanz      | Bilanz | Bilanz    | Bilanz       |
| Runde      | Spiele | Siege  | Remis  | Niederlagen | Tore   | Gegentore | Tordifferenz |
| ---------- | ------ | ------ | ------ | ----------- | ------ | --------- | ------------ |
| 1. Runde   | 59     | 19     | 07     | 33          | 74     | 110       | −36          |
| Eliterunde | 14     | 01     | 03     | 10          | 15     | 039       | −24          |
| Gesamt     | 73     | 20     | 10     | 43          | 89     | 149       | −60          |